# Équipe des États-Unis des moins de 20 ans de soccer
Cet article traite de l'équipe masculine. Pour l'équipe féminine, voir Équipe des États-Unis féminine de soccer des moins de 20 ans.
Maillots
L'équipe des États-Unis de soccer masculin des moins de 20 ans ou U20 est constituée par une sélection des meilleurs joueurs américains de moins de 20 ans.

## Résultats

### Coupe du monde U20
- 1977 : Non qualifié
- 1979 : Non qualifié
- 1981 : Phase de groupes
- 1983 : Phase de groupes
- 1985 : Non qualifié
- 1987 : Phase de groupes
- 1989 : Quatrième
- 1991 : Non qualifié
- 1993 : Quart de finaliste
- 1995 : Non qualifié
- 1997 : Huitième de finaliste
- 1999 : Huitième de finaliste
- 2001 : Huitième de finaliste
- 2003 : Quart de finaliste
- 2005 : Huitième de finaliste
- 2007 : Quart de finaliste
- 2009 : Phase de groupes
- 2011 : Non qualifié
- 2013 : Phase de groupes
- 2015 : Quart de finaliste
- 2017 : Quart de finaliste
- 2019 : Quart de finaliste
- 2023 : Quart de finaliste
- 2025 : Qualifiée

### Championnat de la CONCACAF U20
Championnat d'Amérique du Nord, centrale et Caraïbe de football des moins de 20 ans (1962-1997)
- 1976 : Troisième
- 1978 : Deuxième tour
- 1980 : Finaliste
- 1982 : Finaliste
- 1984 : Quatrième
- 1986 : Finaliste
- 1988 : Troisième
- 1990 : Troisième
- 1992 : Finaliste
- 1994 : Premier tour
- 1996 : Troisième

Tournoi de qualification pour la Coupe du monde des moins de 20 ans (1998-2007)
- 1998 : Qualifié
- 2001 : Qualifié
- 2003 : Qualifié
- 2005 : Qualifié
- 2007 : Qualifié

Championnat de la CONCACAF des moins de 20 ans (depuis 2009)
- 2009 : Finaliste
- 2011 : Quart de finaliste
- 2013 : Finaliste
- 2017 : Champion
- 2018 : Champion
- 2022 : Champion
- 2024 : Finaliste

## Entraîneurs
- Angus McAlpine : 1983
- Derek Armstrong : 1987
- Bob Gansler : 1989
- Bobby Howe : 1993
- Jay Hoffman : 1997
- Sigi Schmid : 1998-1999
- Wolfgang Suhnholz : 1999-2001
- Thomas Rongen : 2002-2004
- Sigi Schmid : 2005
- Thomas Rongen : 2006-2011
- Tab Ramos : 2011-2019
- Anthony Hudson : 2020-2021
- Michael Anthony Varas depuis 2021

## Anciens joueurs
- Chituru Odunze